# Sybill Trelawney
Sibyll Patricia Trelawney fiktivan je lik iz serije romana o Harryju Potteru autorice J. K. Rowling. 
Prof. Trelawney predaje proricanje sudbine u Hogwartsu, predmet koji mnogi smatraju nevažnim. Mnogi je doživaljavaju kao vrlo čudnu profesoricu izuzezno mutnog glasa i prodornih očiju. Njena učionica zagušljiva je zbog opojnih mirisa, a svu svoju pozornost usmjerava na kugle iz kojih često proriče. Oduvijek je govorila da se proricanje ne može naučiti iz knjiga, na što se Hermiona Granger naljutila i odustala od njenog predmeta, već da je za proricanje potreban prirodni talent.
Veoma je često isticala kako Harry ima najkraću liniju života koju je ikada vidjela, proričući mu smrt na gotovo svakom satu.
Ipak, J.K. Rowling ističe kako se Sybilline moći proricanja ne bi smjele podcjenjivati, što se može zaključiti po dva važnija proročanstva koja je prof. Trelawney izrekla: ono o Harryjevom i Voldemortovom vječnom sukobu, kao i ono u kojem je pretkazala oslobođenje Voldemortova sluge Petera Pettigrewa i njegovo ponovno udruživanje s Gospodarom tame.